# 奥布佐尔纳亚山
奥布佐尔纳亚山（俄语：Сопка Обзо́рная）或花砬子（俄语：Сопка Халаза）是东锡尼山脉的山峰，属滨海边疆区雅科夫列夫卡区，海拔875米。它高出阿尔谢尼耶夫700米左右，从城内的苏维埃路延伸出8公里的碎石路通向山顶。山上有一个中继电视塔，一个蜂窝电线和电视和无线电综合体建筑物。